# راكونيجي
راكونيجي، (بالإنجليزية: Racconigi)‏، هي مدينة و(بلدية) في بييمونتي، إيطاليا. تقع في مقاطعة كونيو، على بعد 40 كم (25 ميل) جنوب تورينو، و 50 كم (31 ميل) إلى الشمال من كونيو بالقطار.

## السكان
في سنة 1861 بلغ عدد السكان 11٬656 نسمة، وتطور العدد ليصل في سنة 2011 لـ 10٬028 نسمة.
يظهر هذا المخطط البياني تطور النمو السكاني لـ راكونيجي

## أعلام
- أومبرتو الثاني
- أليساندرو أبيو